# Chojniczanka Chojnice
Miejski Klub Sportowy „Chojniczanka 1930” Chojnice – wielosekcyjny klub sportowy z siedzibą w Chojnicach, założony 10 marca 1930. Od sezonu 2022/2023 występuje na trzecim szczeblu rozgrywkowym.

## Historia klubu

### 1930–1939

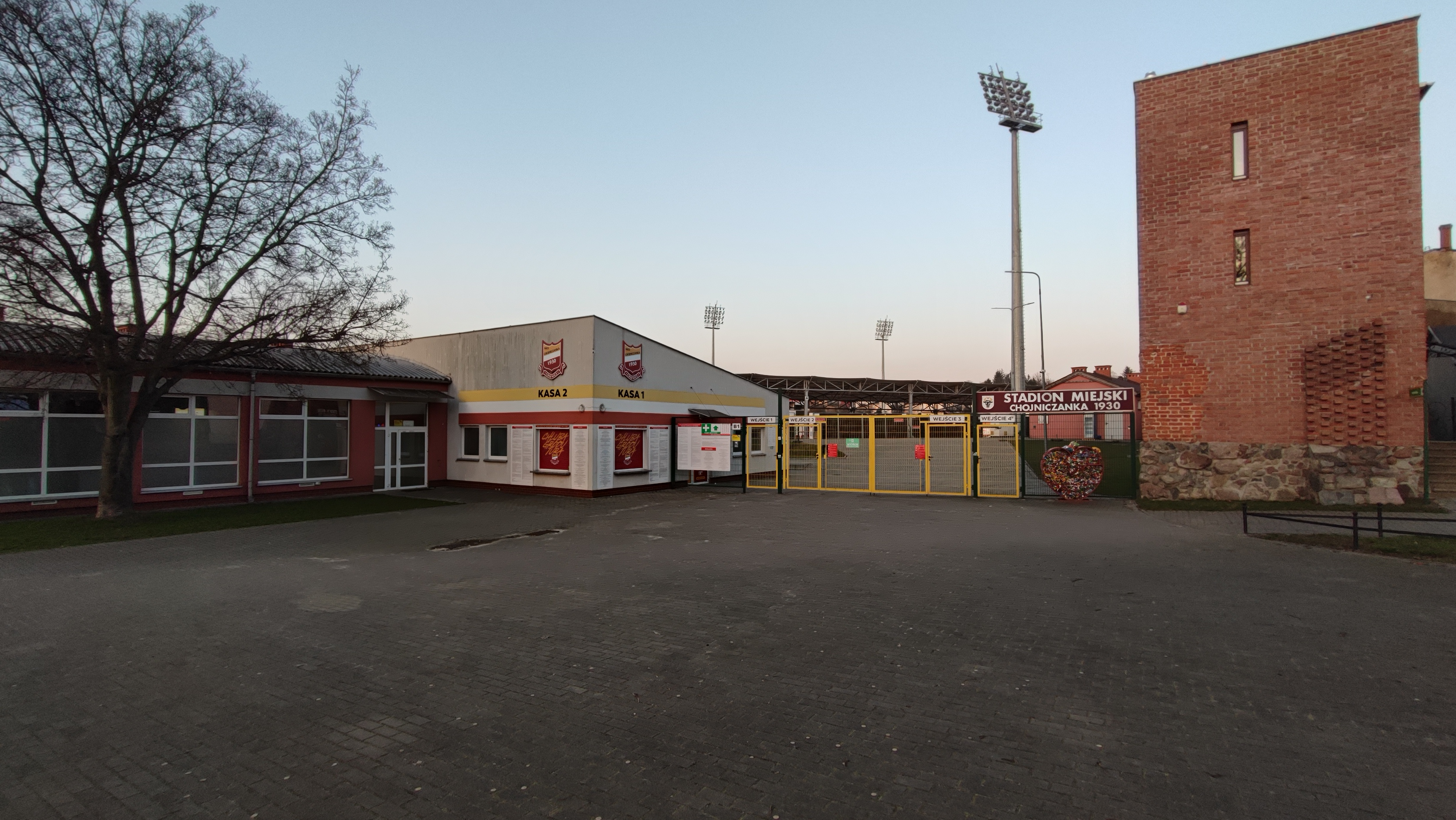
Brama wejściowa na trybunę gospodarzy stadionu miejskiego

Klub Sportowy Chojniczanka Chojnice został zarejestrowany 10 marca 1930, a jego założycielami byli: Stanisław Karczewski, Jan Schreiber, Brunon Nurnberg, Dagobert Nurnberg, Willi Doege i Franciszek Madziąg. Pierwszym prezesem wybrano Stanisława Karczewskiego. Jeszcze w 1930 r. delegat Polskiego Związku Piłki Nożnej, prof. Gruziński z Tczewa (prezes tamtejszej Wisły) przyjechał do Chojnic, by zwerbować klub pod egidę PZPN. Drużynę zakwalifikowano do rozgrywek klasy B, w której uczestniczyły m.in.: Bałtyk Gdynia, Wisła Tczew, Unia Tczew, Amator Bydgoszcz i Czarni Nakło. Początkowo mecze odbywały się w oddalonym o trzy kilometry od centrum piaszczystym boisku w lasku miejskim, nieogrodzonym i przynoszącym małe dochody. Nieduże środki finansowe, którymi dysponował klub, przeznaczano na opłacenie wyjazdów na mecze i zakup najpotrzebniejszego sprzętu piłkarskiego. W 1932 r. otwarto Stadion Miejski Chojniczanka 1930, usytuowany w centrum miasta, w związku z czym wzrosło zainteresowanie piłką nożną w Chojnicach, zwiększyła się frekwencja na treningach, a na mecze przychodziło coraz więcej kibiców. W tym samym roku powstała także druga drużyna seniorów Chojniczanki, która ze względów finansowych rozgrywała mecze głównie z lokalnymi rywalami. W 1935 r. Chojniczanka miała szansę awansu do A klasy (odpowiednik dzisiejszej II ligi). O wejściu do wyższej klasy rozgrywkowej zadecydowały baraże z Bałtykiem Gdynia. Pierwszy mecz został rozegrany w Chojnicach i zakończył się remisem 1:1. Rewanż w Gdyni również nie przyniósł rozstrzygnięcia i zakończył się wynikiem 0:0. W celu wyłonienia mistrza B klasy Okręgowy Związek Piłki Nożnej zarządził rozegranie dodatkowego meczu na neutralnym boisku w Grudziądzu. W normalnym czasie gry obie drużyny nie strzeliły bramki. W dogrywce również nie padła żadna bramka. Wówczas sędzia spotkania zadecydował, by grać do pierwszej strzelonej bramki. Strzelili ją w 135. minucie meczu piłkarze Bałtyku Gdynia. W kolejnych latach, aż do wybuchu II wojny światowej, Chojniczanka Chojnice grała w B klasie. Na okres wojny klub zawiesił działalność.

### 1945–1950
W czerwcu 1945 r., na zebraniu zwołanym z inicjatywy grona zawodników i działaczy sportowych, reaktywowano klub i wybrano zarząd na czele z Janem Schreiberem, który był jednym z założycieli tego klubu. Pierwsze mecze rozgrywano z żołnierzami Armii Radzieckiej stacjonującymi w Szczecinku. Jednak jeszcze w 1945 r. zespół wystąpił w rozgrywkach B klasy. Pod koniec tego roku patronat nad klubem objęła Spółdzielnia Spożywców „Społem” i z tego powodu został przypisany do Zrzeszenia Sportowego „Spójnia”. Prezesem został wówczas Edmund Janicki, a od 1947 r. funkcję prezesa objął Wojciech Bogaszewicz – prezes „Społem”. W tym roku zespół zdołał awansować do A klasy. W 1949 r. Chojniczankę podporządkowano zrzeszeniu „Gwiazda” i prezesem został Franciszek Kłos, szef powiatowy UB w Chojnicach. W tym samym roku Chojniczanka rozegrała pierwszy mecz międzynarodowy – zmierzyła się z czechosłowackim Sokołem Brno, mecz zakończył się wysoką porażką chojniczan 1:6. W ramach przygotowań do tego spotkania zbudowano dwie kasy i odcinek murowanego parkanu, a kibice wraz z zawodnikami w czynie społecznym wybudowali krytą trybunę o długości 100 m. Poza pierwszą drużyną sukcesy w tym okresie odnosiła także drużyna juniorów, która w 1947 r. zdobyła tytuł mistrzów, a w 1949 r. tytuł wicemistrzów Pomorza. Do czołowych piłkarzy tego okresu należeli: Józef Paszek, Franciszek Sabiniarz, Józef Dalecki oraz Czesław Lenc – późniejszy zawodnik Lechii Gdańsk, reprezentant Pomorza oraz Polski.

### 1950–1970
Kolejna zmiana organizacyjna klubu nastąpiła w marcu 1950 r. – Chojniczanka została przeniesiona do Związku Klubów Sportowych „Budowlani” i przyjęła taką nazwę, a prezesem został Józef Smoczyński. Wszystkie te zmiany spowodowane były warunkami pozyskania środków na działalność klubu. W 1952 r. piłkarze po spadku z klasy A zmuszeni byli do przystąpienia do rozgrywek w niższej klasie. Przed kolejnym sezonem dokonano wielu zmian kadrowych, a trenerem został Stanisław Sawaryn – pierwszy w dziejach klubu trener z pełnymi kwalifikacjami szkoleniowca. Po rocznym pobycie w B klasie drużyna wywalczyła awans do klasy A. Sezon później w 1954 r. chojnicki klub awansował do III ligi. Był to pierwszy awans klubu do rozgrywek na szczeblu centralnym. Sezon 1956/57 piłkarze Chojniczanki rozpoczęli pod wodzą nowego trenera Jana Ossowskiego. W tym czasie władze Polskiego Związku Piłki Nożnej przeprowadziły kolejną już reorganizację rozgrywek. W wyniku centralnych działań sezon 1957/58 chojniccy piłkarze zmuszeni byli rozpocząć w lidze wojewódzkiej, noszącej miano III ligi (odpowiednik dzisiejszej ligi okręgowej). W styczniu 1957 r. na walnym zebraniu członkowie klubu zażądali przywrócenia tradycyjnej nazwy – KS Chojniczanka. W tym roku akces do silniejszego klubu zgłosiła Sparta, która przez kilka lat działała przy Zakładach Mięsnych; fuzja spowodowała wzmocnienie klubu. W 1961 r. drużyna spadła do A klasy. Do kolejnego sezonu przystąpiła w mocno odmłodzonym i przebudowanym składzie. Średnia wieku grających jesienią 1961 r. piłkarzy wynosiła 25 lat, a rok później już 20 lat. Posadę trenera objął wówczas Stefan Polasik, mający za zadanie zbudować zespół, który awansuje do wyższej klasy rozgrywkowej. Jednak na powrót do III ligi wojewódzkiej przyjdzie kibicom z Chojnic poczekać do wiosny 1963 r. Awans wywalczyli: J. Tomczak, Z. Prądzyński, R. Brandt, E Ceranek, E. Fankidejski, E. Gierszewski, E. Grabowski, J. Kukliński, J. Lipiński, Z. Mucha, B. Pawlak i G. Wałdoch. W kolejnych latach zespół Chojniczanki grał ze zmiennym szczęściem w lidze okręgowej, zajmując w tabeli ligowej miejsca od 6. do 11. Na przestrzeni 6 lat kadrę I zespołu tworzyli: J. Rudziński, B. Błażyński, T. Dróbka, E. Gierszewski, R. Grabowski, S. Kłódka, M. Krajecki, G. Mechliński, E. Mucha, B. Pawlak, Z. Prymas, Z. Risopp, T. Stencel, T. Urbański, E. Walczak, Z. Wiśniewski, J. Żywicki, K. Błociński, Z. Drewek, M. Grochocki, H. Lipiński. O wiele większe niż seniorzy sukcesy odnosili juniorzy i tramplarze. W 1968 r. piłkarze drużyn młodzieżowych Chojniczanki pokonali 4:2 reprezentację NRD, w skład której wchodzili zawodnicy ze Schwerinu. Młodzieżowe drużyny odnosiły duże sukcesy w Pucharze Polski: dwukrotnie dochodzili do finału i zdobyli to trofeum w 1968 i 1969 r.

### 1970–1995
Jeden z największych sukcesów w historii klub osiągnął w sezonie 1971/1972. W ligowych rozgrywkach w klasie okręgowej Chojniczanka zajęła czwarte miejsce. Większy sukces chojniczanie odnieśli natomiast w Pucharze Polski. Zdobyła Puchar Polski na szczeblu wojewódzkim pokonując: Borowiaka Czersk 1:0, Orła Osiek 4:0, Budowlanych Bydgoszcz 1:0, Orkan Lubaszcz 6:0, Lecha Rypin 6:3 i Kujawiaka Włocławek 3:1. W 1/32 szczebla centralnego rozgrywek zespół z Chojnic pokonał Znicza Pruszków 2:1, a w 1/16 finału Chojniczanka wylosowała trzykrotnego wicemistrza Polski – pierwszoligowe Zagłębie Sosnowiec. 3 października 1971 r. na stadion Chojniczanki przybyło około 10 tysięcy kibiców. MKS Chojniczanka pokonała 2:1 Zagłębie Sosnowiec. Bramki dla chojnickiej drużyny strzelili Adam Damski (wówczas grający trener zespołu) i Ryszard Nowak. W 1/8 finału drużyna mimo wyrównanej gry uległa 0:1 drugoligowemu wówczas GKS Katowice. W sezonie 1976/1977 Chojniczanka awansowała do utworzonej rok wcześniej III ligi międzywojewódzkiej. W drużynie pojawiło się kilku wyróżniających się zawodników, między innymi Jan Synoradzki, Jan Wardyn, Henryk Briegman i Wiesław Piekarski. Dwa sezony później chojniccy piłkarze ponownie zmuszeni byli do występowania w klasie okręgowej po spadku z III ligi. Trenerem zostaje wówczas Mieczysław Krajecki. Po raz kolejny do 1/16 finału Pucharu Polski Chojniczance udaje się dojść w 1981 r. Trafiła wówczas na mistrza Polski – Widzew Łódź, w którym grali m.in. reprezentanci Polski Zbigniew Boniek, Włodzimierz Smolarek i Władysław Żmuda. Na mecz przybyło około 15 tysięcy osób. W 37. minucie na prowadzenie gospodarzy wyprowadził Jan Synoradzki, jednak pięć minut później wyrównał Zbigniew Boniek. Przez większość meczu Chojniczanka była trudnym rywalem dla mistrza Polski, lecz w ostatnich 25. minutach spotkania inicjatywę przejęli piłkarze Widzewa Łódź co poskutkowało strzeleniem bramki przez Filipczaka i końcem rozgrywek dla chojnickiej drużyny. Trenerem był Tadeusz Urbański, natomiast kierownikiem drużyny Alojzy Wielewicki. W latach 1986–1989 Chojniczanka rywalizowała w bydgoskiej lidze okręgowej. W tych latach zespół miał duże szanse powrotu do III ligi. Jednak drużynie prowadzonej przez Konrada Skibę nie udało się awansować. Sukcesy odnosili w tych latach młodzicy starsi prowadzeni przez trenera Janusza Fabicha. Prowadzona przez niego drużyna zajęła w 1989 roku I miejsce w swojej klasie rozgrywkowej. Sezon 1990/1991 Chojniczanka zakończyła na 6. miejscu w lidze okręgowej. W kolejnym sezonie drużyna prowadzona przez Marka Wielewickiego i Leszka Szanka i Żuchliński Zygfryd Mikołaj ponownie awansowała do III ligi. Kierownikiem zespołu był Edmund Szypryt. Jednak w pierwszym sezonie drużyna z Chojnic zajęła ostatnie miejsce w III lidze i kolejny raz spadła do klasy okręgowej. W tym sezonie Chojniczanka zdobyła Puchar Polski na szczeblu wojewódzkim. W następnym sezonie MKS chojnicka drużyna ponownie wróciła do III ligi. Dwa sezony później chojniczanie znowu spadli do klasy okręgowej. Zespół prowadzili Marek Wielewicki i Leszek Szank. Wiele czynników przyczyniło się na ponowny spadek do niższej klasy rozgrywkowej: m.in. prezes klubu Marek Szank podał się do dymisji, zwolniono trenerów Marka Wielewickiego i Leszka Szanka. W połowie sezonu drużynę objął Mieczysław Krajecki. W przerwie zimowej drużynę opuściło także kilku podstawowych zawodników. Pod koniec sezonu z funkcji trenera zrezygnował Mieczysław Krajecki, a posadę tę objął Chorwat Rado Lazić. W wyniku nieporozumień Chojniczanka kończyła sezon z sześcioma juniorami w składzie. W 1992 roku w plebiscycie „Gazety Chojnickiej” za najlepszego piłkarza w powojennej historii klubu uznano Jana Synoradzkiego, następne miejsca w kolejności zajęli: Brunon Pawlak, Czesław Adamczyk, Ryszard Grabowski, Mirosław Modrzejewski, Marek Wielewicki, Jan Ossowski, Czesław Lenc, Stefan Polasik, Benedykt Nielipowicz.

### 1995–2010
W latach 1995–1998 Chojniczanka rywalizowała w lidze okręgowej pod wodzą trenera Marka Wielewickiego. W sezonie 1997/1998 awansowała do nowo utworzonej IV ligi. W sezonie 2000/2001 drużyna z Chojnic wywalczyła awans do III ligi wyprzedzając pod koniec sezonu Cartusię Kartuzy.  Trenerem zespołu był Janusz Fabich, który po awansie został zwolniony przez kierownictwo klubu. W jego miejsce zatrudniono Andrzeja Biangę.
W kolejnym sezonie w III lidze Chojniczanka rywalizowała z: Amicą Wronki, Aluminium Konin, Flotą Świnoujście, Wartą Poznań, Obrą Kościan, Unią Janikowo, Gryfem Wejherowo, Spartą Brodnica, Chemik Bydgoszcz, Gwardią Koszalin, Kotwicą Kołobrzeg, KKS Kalisz, KP Police, Polonią Bydgoszcz, Astrą Krotoszyn, Goplanią Inowrocław, Kaszubią Kościerzyna i Lechią/Polonią Gdańsk.
W przerwie zimowej Chojniczanka dokonała największych w historii klubów transferów. Trenerem natomiast w trakcie sezonu został Sławomir Jankowski. Wszelkie zmiany jednak na pozwoliły na utrzymanie się Chojniczanki w III lidze, jednak w tym samym sezonie drużyna zdobyła puchar Polski na szczeblu wojewódzkim, a w rozgrywkach centralnych Pucharu Polski uległa drugoligowemu wówczas GKS Bełchatów 0:3. Do kolejnego sezonu Chojniczanka przystąpiła bardzo przebudowana.
W sezonie 2003/2004 trenerem został ponownie Janusz Fabich. Do klubu powrócili także najlepsi napastnicy Andrzej Borowski i Robert Kozłowski. Jednak te zmiany nie polepszyły sytuacji klubu i pod koniec sezonu Chojniczanka musiała walczyć w barażach o utrzymanie w IV lidze. W kolejnym sezonie zespół nie zdołał jednak utrzymać się w IV lidze i spadł do klasy okręgowej, w której przebywał do sezonu 2007/2008. W tym sezonie z przewagą sześciu punktów nad Pomezanią Malbork zajęła pierwsze miejsce w tej lidze. W IV lidze wygrała 24 mecze, odniosła trzy remisy oraz poniosła trzy porażki i z przewagą sześciu punktów nad Gryfem Wejherowo powróciła do III ligi.
W sezonie 2009/2010 MKS Chojniczanka Chojnice wywalczyła awans do II ligi zdobywając 63 punkty w lidze i wyprzedzając o pięć Regę Trzebiatów. Trenerem był wówczas Sławomir Suchomski.
W tym samym roku klub obchodził osiemdziesiąt lat istnienia. Z tej okazji odbyły się mecze towarzyskie z drużynami występującymi w ekstraklasie: Lechią Gdańsk i Widzewem Łódź.

### 2010–2013: II liga
W pierwszym sezonie w II lidze zachodniej Chojniczanka zajęła ósme miejsce w tabeli z dorobkiem 53 punktów. Pierwszy mecz w tej lidze przeciwko Polonii Słubice zakończył się remisem 1:1. Od tego sezonu funkcję trenera objął Grzegorz Kapica.
W kolejnym sezonie MKS Chojniczanka zajęła dziewiąte miejsce w tabeli z dorobkiem 49 pkt. W Pucharze Polski Chojniczanka odpadła w rundzie przedwstępnej po porażce z Ruchem Zdzieszowice. Przed rundą wiosenną nastąpiła zmiana trenera. Posadę tę objął Mirosław Hajdo.
Przed rozpoczęciem sezonu 2012/2013 funkcję trenera objął Mariusz Pawlak. Po rundzie jesiennej Chojniczanka zajmowała trzecie miejsce w tabeli. W pucharze Polski drużyna wygrała u siebie po rzutach karnych z Jarotą Jarocin, odpadła w rundzie wstępnej po rzutach karnych w meczu przeciwko Wigrom Suwałki. 9 czerwca 2013, kolejkę przed końcem rozgrywek Chojniczanka po zwycięstwie 0:1 z Jarotą Jarocin zapewniła sobie awans do I ligi. W ostatniej kolejce Chojniczanka wygrała 2:1 z MKS-em Kluczbork i ostatecznie zajęła drugie miejsce w tabeli ze stratą jednego punktu do Energetyka ROW Rybnik..

### 2013–2020: I liga
Sezon 2013/2014 Chojniczanka zaczęła od startu w Pucharze Polski. W rundzie przedwstępnej wygrała 3:1 z Włocławią Włocławek, natomiast w rundzie wstępnej przegrała 0:2 z Puszczą Niepołomice. 27 lipca 2013 Chojniczanka rozegrała swój pierwszy w historii mecz w I lidze – pokonała u siebie 3:1 Kolejarz Stróże. Strzelcem pierwszej bramki w I lidze dla Chojniczanki był Błażej Radler. Debiutancki sezon w I lidze piłkarze z Chojnic zakończyli na czternastym miejscu z dorobkiem 41 punktów.
Sezon 2014/2015 Chojniczanka zakończyła na piątym miejscu (50 punktów).
W sezonie 2015/16 Chojniczanka uzyskała 12. miejsce w lidze (43 punkty). Największym sukcesem w sezonie był awans do ćwierćfinału Pucharu Polski, gdzie zagrała z Legią Warszawa.
W sezonie 2016/17 trenerem zespołu został Maciej Bartoszek, pod którego wodzą Chojniczanka po 16 kolejkach zajmowała 2. miejsce w lidze. W połowie sezonu, po siedemnastej kolejce i pierwszym meczu pod wodzą nowego trenera (drużynę objął dotychczasowy drugi trener Hermes Neves Soares), awansowała na 1. miejsce. Kolejnym trenerem został Artur Derbin. Sezon 2016/17 Chojniczanka zakończyła na piątej pozycji z dorobkiem 56 punktów zdobytych w 34 meczach.
Po zakończeniu sezonu klub porozumiał się w sprawie objęcia funkcji trenera przez Krzysztofa Brede, z którym wywalczył trzecie miejsce i był o krok od awansu do najwyższej klasy rozgrywkowej. W sezonie 2018/2019 trenerem był Przemysław Cecherz, natomiast od dnia 10 października 2018 ponownie trenerem został Maciej Bartoszek Od sezonu 2019/20 trenerem został Josef Petrik z Czech, który w połowie sezonu został zwolniony i na jego miejsce zatrudniono Zbigniewa Smółkę. W sezonie 2019/2020 klub uplasował się na przedostanim miejscu w tabeli i został zdegradowany do II ligi po 7 latach w I lidze.

### 2020 – obecnie: II liga
Już w pierwszym sezonie po spadku Chojniczanka była o krok od powrotu do I ligi. Zespół prowadził trener Adam Nocoń, ale został zwolniony po 36. kolejce (na dwie kolejki przed końcem rozgrywek), po przegranym 0:3 na własnym stadionie meczu z bezpośrednim rywalem do awansu, GKS Katowice. Zespół przejął wówczas trener Tomasz Kafarski. Wskutek m.in. tej porażki Chojniczanka w  rozgrywkach zajęła trzecie miejsce, rywalizację o dające awans drugie przegrała właśnie z GKS Katowice o 3 punkty. Nie udał się też występ w barażu, w którym grały drużyny z miejsc 3-6: już w pierwszym meczu Chojniczanka niespodziewanie przegrała 0:1 na własnym stadionie ze Skrą Częstochowa, która zajęła w II lidze szóste miejsce, a tym samym odpadła z rywalizacji o awans (baraże wygrała właśnie Skra).
Zesłanie do II ligi trwało jednak tylko dwa lata. W sezonie 2021/22 Chojniczanka od początku rozgrywek była w czołówce II ligi, po 20. kolejce wskoczyła na drugie miejsce w tabeli (za liderującą z dużą przewagą przez większość sezonu Stalą Rzeszów) i nie oddała tego miejsca już do końca, wywalczając awans do I ligi.
Pobyt w pierwszej lidze nie trwał długo. Sezon 2022/2023 dla Chojniczanki był na słabym poziomie przez co spadli do II ligi. Po pierwszych pięciu kolejkach Chojniczanka zdobyła tylko 5 punktów. Ogółem Chojniczanka zdobyła 27 punktów z czego 21 punktów zdobyła na własnym stadionie i zajęła przedostatnie miejsce w tabeli.
Chojniczanka rozpoczęła sezon 2023/2024 w II lidze od meczu wyjazdowego z Wisłą Puławy, który przegrała 1:0. Kolejny mecz rozgrywany był w Chojnicach przeciwko Lechowi II Poznań i zakończył się wynikiem 1:0 na korzyść gospodarzy. Pierwszą bramkę w tym sezonie dla Chluby Grodu Tura zdobył Piotr Giel (była to też jego jedyna bramka w meczu ligowym w barwach Chojniczanki). Cały ten niespokojny sezon udało się zakończyć barażami o I ligę, przegranym z drużyną Stali Stalowa Wola w półfinale z wynikiem 2:1. Przed rozpoczęciem kolejnego sezonu trener Krzysztof Brede zdecydował się zakończyć swoją pracę w tym klubie. Razem z nim klub opuściło wiele kluczowych do tej pory piłkarzy, takich jak Grzegorz Szymusik, Wojciech Szumilas oraz Hide Vitalucci.
Źródła:

## Trenerzy
Dane tylko od 2009 r. Źródło: 
| Lp. | Lata         | Kraj              | Imię i nazwisko    |
| 1.  | 2009–2010    | Polska            | Sławomir Suchomski |
| 2.  | 2010–2012    | Polska            | Grzegorz Kapica    |
| 3.  | 2012         | Polska            | Mirosław Hajdo     |
| 4.  | 2012–2016    | Polska            | Mariusz Pawlak     |
| 5.  | 2016         | Polska            | Maciej Bartoszek   |
| 6.  | 2016         | Polska / Brazylia | Hermes             |
| 7.  | 2016–2017    | Polska            | Piotr Gruszka      |
| 8.  | 2017         | Polska            | Artur Derbin       |
| 9.  | 2017–2018    | Polska            | Krzysztof Brede    |
| 10. | 2018         | Polska            | Przemysław Cecherz |
| 11. | 2018–2019    | Polska            | Maciej Bartoszek   |
| 12. | 2019         | Czechy            | Josef Petrik       |
| 13. | 2019–2020    | Polska            | Zbigniew Smolka    |
| 14. | 2020–2021    | Polska            | Adam Nocon         |
| 15. | 2021–2022    | Polska            | Tomasz Kafarski    |
| 16. | 2022         | Polska            | Piotr Kieruzel     |
| 17. | 2022–2024    | Polska            | Krzysztof Brede    |
| 18. | 2024-obecnie | Polska            | Damian Nowak       |

## Skład zespołu
Stan na październik 2024 r.
| Nr | Poz. | Piłkarz           |
| -- | ---- | ----------------- |
| 1  | BR   | Michał Antkowiak  |
| 33 | BR   | Dawid Lic         |
| 29 | BR   | Damian Primel     |
| 2  | OB   | Mateusz Bąkowicz  |
| 3  | OB   | Filip Becht       |
| 5  | OB   | Beniamin Czajka   |
| 8  | OB   | Tomasz Boczek     |
| 11 | OB   | Marcel Stefaniak  |
| 19 | OB   | Maksymilian Tkocz |
| 21 | OB   | Jakub Goliński    |
| 23 | OB   | Mateusz Meyer     |
| 6  | PO   | Joao Guilherme    |
| 7  | PO   | Błażej Szczepanek |
| 10 | PO   | Dariusz Kamiński  |

| Nr | Poz. | Piłkarz                                                     |
| -- | ---- | ----------------------------------------------------------- |
| 16 | PO   | Adrian Kacerik                                              |
| 18 | PO   | Przemysław Sajdak                                           |
| 24 | PO   | Jakub Romanik                                               |
| 31 | PO   | Jakub Żywicki                                               |
| 79 | PO   | Marcin Kozina                                               |
| 34 | PO   | Damian Nowacki                                              |
| 58 | PO   | Bartosz Pikul                                               |
| 66 | PO   | Patryk Olejnik                                              |
| 80 | PO   | Filip Mosek                                                 |
| 1  | PO   | Kacper Korczyc                                              |
| 17 | NA   | Tomasz Mikołajczak                                          |
| 9  | NA   | Michał Biskup                                               |
| 20 | NA   | Valerijs Sabala                                             |
| 22 | NA   | Jakub Branecki (wypożyczony z Bruk-Bet Termalica Nieciecza) |

### Piłkarze na wypożyczeniu
| Nr | Poz. | Piłkarz                                                                 |
| -- | ---- | ----------------------------------------------------------------------- |
|    | OB   | Kacper Kasperowicz (w Star Starachowice do 30 czerwca 2025 roku)        |
|    | OB   | Czesław Raburski (w Polonii Lidzbark Warmiński do 30 czerwca 2025 roku) |
|    | NA   | Antoni Prałat (w Błękitni Stargard do 30 czerwca 2025 roku)             |

## Sezon po sezonie

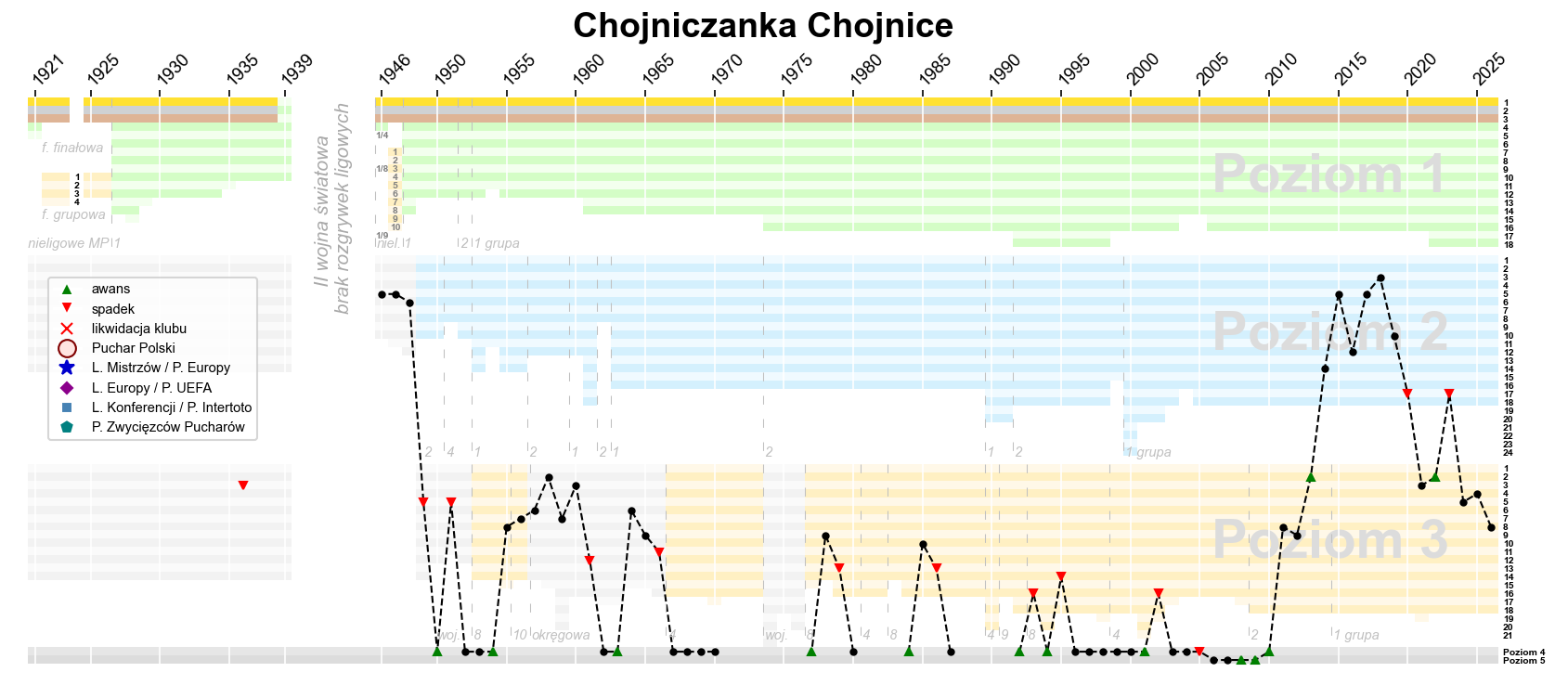
Historia występów Chojniczanki Chojnice w rozgrywkach ligowych

| Sezon          | Liga | Liga           | Zajęta lokata | Uwagi                      |
| -------------- | ---- | -------------- | ------------- | -------------------------- |
| 1935/1936      | III  | Klasa B        | 3/3           | Spadek                     |
| Lata 1946-1970 |      |                |               |                            |
| 1946           | II   | Klasa A        | 5/8           |                            |
| 1947           | II   | Klasa A        | 5/7           |                            |
| 1948           | II   | Klasa A        | 6/8           |                            |
| 1949           | III  | Klasa A        | 5/8           | Spadek                     |
| 1950           | IV   | Klasa B        | bd/bd         | Awans                      |
| 1951           | III  | Klasa A        | 5/5           | Spadek                     |
| 1952           | IV   | Klasa B        | bd/bd         |                            |
| 1953           | IV   | Klasa B        | bd/bd         | Awans                      |
| 1954           | IV   | Klasa A        | 3/12          | Awans                      |
| 1955           | III  | III liga       | 8/12          |                            |
| 1956           | III  | III liga       | 7/12          |                            |
| 1957           | III  | III liga       | 6/10          |                            |
| 1958           | III  | III liga       | 2/11          |                            |
| 1959           | III  | III liga       | 7/12          |                            |
| 1960           | III  | III liga       | 3/6           |                            |
| 1961           | III  | III liga       | 12/12         | Spadek                     |
| 1962           | IV   | Klasa A        | 3/11          |                            |
| 1962/1963      | IV   | Klasa A        | 1/12          | Awans                      |
| 1963/1964      | III  | III liga       | 6/12          |                            |
| 1964/1965      | III  | III liga       | 9/12          |                            |
| 1965/1966      | III  | III liga       | 11/13         | Spadek                     |
| 1966/1967      | IV   | Klasa okręgowa | 9/12          |                            |
| 1967/1968      | IV   | Klasa okręgowa | 10/14         |                            |
| 1968/1969      | IV   | Klasa okręgowa | 10/16         |                            |
| 1969/1970      | IV   | Klasa okręgowa | 9/16          |                            |
| Lata 1976–1980 |      |                |               |                            |
| 1976/1977      | IV   | Klasa okręgowa | bd/bd         | Awans                      |
| 1977/1978      | III  | III liga       | 9/14          |                            |
| 1978/1979      | III  | III liga       | 13/14         | Spadek                     |
| 1979/1980      | IV   | Klasa okręgowa | bd/bd         |                            |
| Lata 1983–1987 |      |                |               |                            |
| 1983/1984      | IV   | Klasa okręgowa | bd/bd         | Awans                      |
| 1984/1985      | III  | III liga       | 10/14         |                            |
| 1985/1986      | III  | III liga       | 13/14         | Spadek                     |
| 1986/1987      | IV   | Klasa okręgowa | bd/bd         |                            |
| Lata 1991-     |      |                |               |                            |
| 1991/1992      | IV   | Klasa okręgowa | 1/16          | Awans                      |
| 1992/1993      | III  | III liga       | 16/16         | Spadek                     |
| 1993/1994      | IV   | Klasa okręgowa | 1/18          | Awans                      |
| 1994/1995      | III  | III liga       | 14/18         | Spadek                     |
| 1995/1996      | IV   | Klasa okręgowa | 2/16          |                            |
| 1996/1997      | IV   | IV liga        | 2/16          |                            |
| 1997/1998      | IV   | IV liga        | 1/16          | Przegrany baraż o awans    |
| 1998/1999      | IV   | IV liga        | 4/16          |                            |
| 1999/2000      | IV   | IV liga        | 3/16          |                            |
| 2000/2001      | IV   | IV liga        | 1/20          | Awans                      |
| 2001/2002      | III  | III liga       | 16/19         | Spadek                     |
| 2002/2003      | IV   | IV liga        | 9/18          |                            |
| 2003/2004      | IV   | IV liga        | 13/18         | Wygrany baraż o utrzymanie |
| 2004/2005      | IV   | IV liga        | 17/18         | Spadek                     |
| 2005/2006      | V    | Klasa okręgowa | 6/16          |                            |
| 2006/2007      | V    | Klasa okręgowa | 3/16          |                            |
| 2007/2008      | V    | Klasa okręgowa | 1/16          | Awans                      |
| 2008/2009      | V    | IV liga        | 1/16          | Awans                      |
| 2009/2010      | IV   | III liga       | 1/16          | Awans                      |
| 2010/2011      | III  | II liga        | 8/18          |                            |
| 2011/2012      | III  | II liga        | 9/18          |                            |
| 2012/2013      | III  | II liga        | 2/18          | Awans                      |
| 2013/2014      | II   | I liga         | 14/18         |                            |
| 2014/2015      | II   | I liga         | 5/18          |                            |
| 2015/2016      | II   | I liga         | 12/18         |                            |
| 2016/2017      | II   | I liga         | 5/18          |                            |
| 2017/2018      | II   | I liga         | 3/18          |                            |
| 2018/2019      | II   | I liga         | 10/18         |                            |
| 2019/2020      | II   | I liga         | 17/18         | Spadek                     |
| 2020/2021      | III  | II liga        | 3/19          | Przegrany baraż o awans    |
| 2021/2022      | III  | II liga        | 2/18          | Awans                      |
| 2022/2023      | II   | I liga         | 17/18         | Spadek                     |
| 2023/2024      | III  | II liga        | 5/18          | Przegrany baraż o awans    |
| 2024/2025      | III  | II liga        | 4/18          | Przegrany baraż o awans    |

| Oznaczenie kolorami | Liczba sezonów |
| ------------------- | -------------- |
| I poziom ligowy     | 0              |
| II poziom ligowy    | 11             |
| III poziom ligowy   | 27             |
| IV poziom ligowy    | 26             |
| V poziom ligowy     | 4              |
| VI poziom ligowy    | 0              |
| VII poziom ligowy   | 0              |
| VIII poziom ligowy  | 0              |

## Największe sukcesy klubu
- 3. miejsce w I lidze – 2017/2018
- 1/4 finału Pucharu Polski – 2015/2016, 2017/2018, 2020/2021[36]

## Inne sekcje

### Sekcja bokserska
Kiedy została reaktywowana w 1972 r., kierownikiem został R. Mieliński. Tacy zawodnicy „Chojniczanki”, jak E. Gołębiowski i B. Żychuński w roku 1977 walczyli w barwach I-ligowych Czarnych Słupsk. Kryzys i kłopoty kadrowe kategorii seniorów powodują, że w sekcji zaczyna szkolić się młodzież. Pod koniec lat 70. Chojniczanka posiada drużynę seniorów i juniorów. W tym czasie sukcesy odnoszą m.in.: B. Brzeziński, M. Andrzejczak, Z. Krzoska, S. Łącki, B. Labrenc, M. Piszczek, J. Jasnok, K. Kloskowski. Zwycięstwo w finale VII OSM Zbigniewa Ejsmonta i brązowy medal Wiesława Andrzejczaka to efekty dobrej pracy sekcji. Późniejsze lata to różny okres w dziejach sekcji, która przestawia się tylko na szkolenie młodzieży. Na ringu w Chojnicach odbywają się różne turnieje bokserskie krajowe i w obsadzie międzynarodowej – „Gazety Pomorskiej”, w których startuje chojnicka młodzież. Chojnicki „Papa” – Kazimierz Poteracki ma efekty swojej pracy. W 1991 r. Krzysztof Wójcik zdobywa tytuł młodzieżowego mistrza Polski i wspólnie z Piotrem Poterackim występują od początku 1992 r. w Gwardii Warszawa. W 1992 r. Marcin Gruchała zdobywa tytuł mistrza Polski w kategorii junior młodszy, i przez kolejne 4 kolejne lata zdobywa mistrzowskie tytuły w kategoriach wiekowych (junior młodszy, junior starszy 2 razy i młodzieżowiec), a następnie jako trener Marcin Gruchała wychowuje 3-krotną mistrzynię Polski boksu kobiet Sandrę Rybakowską, która zdobywa tytuły w 2008, 2009 roku w wadze 52 kg, a w 2010 r. w wadze do 57 kg. Jednak największym osiągnięciem Marcina Gruchały jest zdobycie jego podopiecznej Larysy Sabiniarz w 2012 roku tytułu Mistrzyni Europy Kadetek. Najbardziej utytułowanym wychowankiem sekcji jest Marcin Łęgowski – dwukrotny młodzieżowy mistrz Polski (w latach 2000 – 2001) oraz mistrz Polski seniorów w latach 2008–2011 (początkowo w kategorii wagowej 64 kg później 69 kg).

### Sekcja żeglarska
Największe sukcesy tej sekcji to: dwukrotne mistrzostwo Polski w bojerach w latach 1951 i 1952 (załoga w składzie – Łucjan Gierszewski i Paweł Sieradzki) oraz w latach 1953 i 1954 III miejsce w Mistrzostwach Polski w klasie „Omega” (załoga – Łucjan Gierszewski, Henryk Januszewski i Augustyn Pestka). W 1962 r. z inicjatywy L. Nieżorawskiego i Cz. Gierszewskiego przy sekcji powstaje pierwsza w kraju szkółka żeglarska w klasie „Cadet”. W klasie tej startowali tacy zawodnicy jak: A.J. Beizerowscy, F. Bieliński, Z. Jerchewicz, J. Wrkus, S. Kostka  W 1970 r. wobec trudności w utrzymaniu Zarząd postanawia przekazać sekcje do Chojnickiego Klubu Żeglarskiego.

### Sekcja piłki ręcznej
Sekcję założono w 1976 r. Do rozgrywek zgłoszono drużyny juniorów i kadrę spartakiadową. W sezonie 1977/1978 juniorzy zajęli II miejsce w klasie B, a drużyna spartakiadowa, której trenerem był T. Ryngwelski I miejsce w VI Wojewódzkiej Spartakiadzie Młodzieży. W sezonie 1978/1979 do rozgrywek zgłoszono dwie drużyny seniorów i juniorów. Zajęcia prowadził K. Zabrocki. Na początku 1980 r. został zatrudniony trener S. Rudzińskiego, który wspólnie z K. Zabrockim zajmuje się szkoleniem. Mimo zaangażowania działaczy – K. Synoradzkiego i E. Borowskiego wobec narastających trudności nie zostają spełnione oczekiwania trenerów, działaczy i zawodników. Od 1992 r. sekcja piłki ręcznej działa przy OSiR Chojnice.

### Sekcja motocyklowa
Działała w okresie przedwojennym, a kierownikiem sekcji była Gertruda Bonin. W 1939 roku kierowniczka sekcji została rozstrzelana na Polach Igielskich. Następnie działalność rozpoczęto w latach 1948 i 1949 za sprawą m.in.: H. Salaha, P. Świerczyńskiego, J. Kędzierskiego, B. Janickiego. W 1951 r. sekcja zorganizowała I Kaszubski Rajd Motorowy. W późniejszych latach sekcja organizowała szereg imprez i zawodów motorowych: „Mały Żużel”, Kaszubskie Rajdy Motorowe „Wyścigi Szosowe”. Zawodnicy sekcji startowali w różnych miastach: Bydgoszcz, Słupsk, Gdańsk. W 1957 r. sekcja zaprzestała działalności.

### Sekcja hokejowa
Sekcja hokeja na lodzie powstała w 1935 r. Jej zawodnicy to w większości wychowankowie Gimnazjalnego Klubu Sportowego „Grom”, którzy już ukończyli naukę. Kierownikiem sekcji i organizatorem meczów został Jan Schreiber, współzałożyciel klubu. Już od 18 listopada 1936 roku sekcja została przyjęta do Polskiego Związku Hokeja na Lodzie. Drużyna hokejowa Chojniczanki szybko zaczęła odnosić znaczące sukcesy. 19 lutego 1936 r. wygrali z Gedanią Gdańsk 2:6. W tym samym dniu Chojniczanie pokonali także niemiecką drużynę Danzinger Sportclub 0:6. Hokejową drużynę Chojniczanki tworzyli wówczas: bramkarze – Gill, Szkopek, obrońcy – W. Górecki, J. Mazurkiewicz, Rej, Ratajewski, Stroiński, atakujący – R. Bakoś, A. Dulek, J. Schreiber, Pirsach, J. Laska, W. Schreiber, M. Szymanek, A. Mieszewski. W 1937 roku hokeiści z Chojnic zdobyli wicemistrzostwo Pomorza. W rozgrywkach finałowych brało udział 6 drużyn: „Pomorzanin” Toruń, „Gryf”, Bydgoskie Towarzystwo Wioślarskie, „Polonia” Bydgoszcz, „Sokół” Bydgoszcz i „Chojniczanka”. W finale nasi hokeiści ulegli 4:0 „Pomorzaninowi” z Torunia. W latach 1937 -1939 hokeiści rozegrali kilka zaciętych spotkań z Wisłą Tczew. Sekcja hokeja na lodzie została zawieszona w związku w wybuchem II wojny światowej i nie została reaktywowana po wojnie.

### Sekcja piłki siatkowej
Istniała w latach 1950–1953. Jej twórcą i instruktorem był Stanisław Cieślak. Została reaktywowana w 1957 r. – do Chojniczanki przeszły wówczas męska i żeńska drużyna z KKS Kolejarz. Większe sukcesy odnosiły siatkarki, których trenerem był Czesław Jurgawka. Dwukrotnie walczyły o wejście do II lig, lecz udało to się dopiero w trzeciej próbie i grały na tym poziomie w latach 1960–1963, gdy decyzją centralnych władz sportowych zlikwidowano II ligę. W drużynie grały m.in.reprezentantka Polski Urszula Adryan i reprezentantka Polski juniorek Ewa Grubicka oraz kilka zawodniczek należących do kadry województwa. Po 1963 r. niektóre siatkarki odeszły do czołowych klubów w kraju, co bardzo osłabiło zespół. Męska drużyna siatkówki od 1958 do 1962 r. uczestniczyła w rozgrywkach III ligi. W sezonie 1979/1980 klub podjął decyzję o likwidacji tej sekcji.